# Phaeotrema jamaicensis
Phaeotrema jamaicensis är en svampart som beskrevs av Müll. Arg. 1886. Phaeotrema jamaicensis ingår i släktet Phaeotrema, klassen Dothideomycetes, divisionen sporsäcksvampar och riket svampar.   Inga underarter finns listade i Catalogue of Life.